# Pragmática (ley)

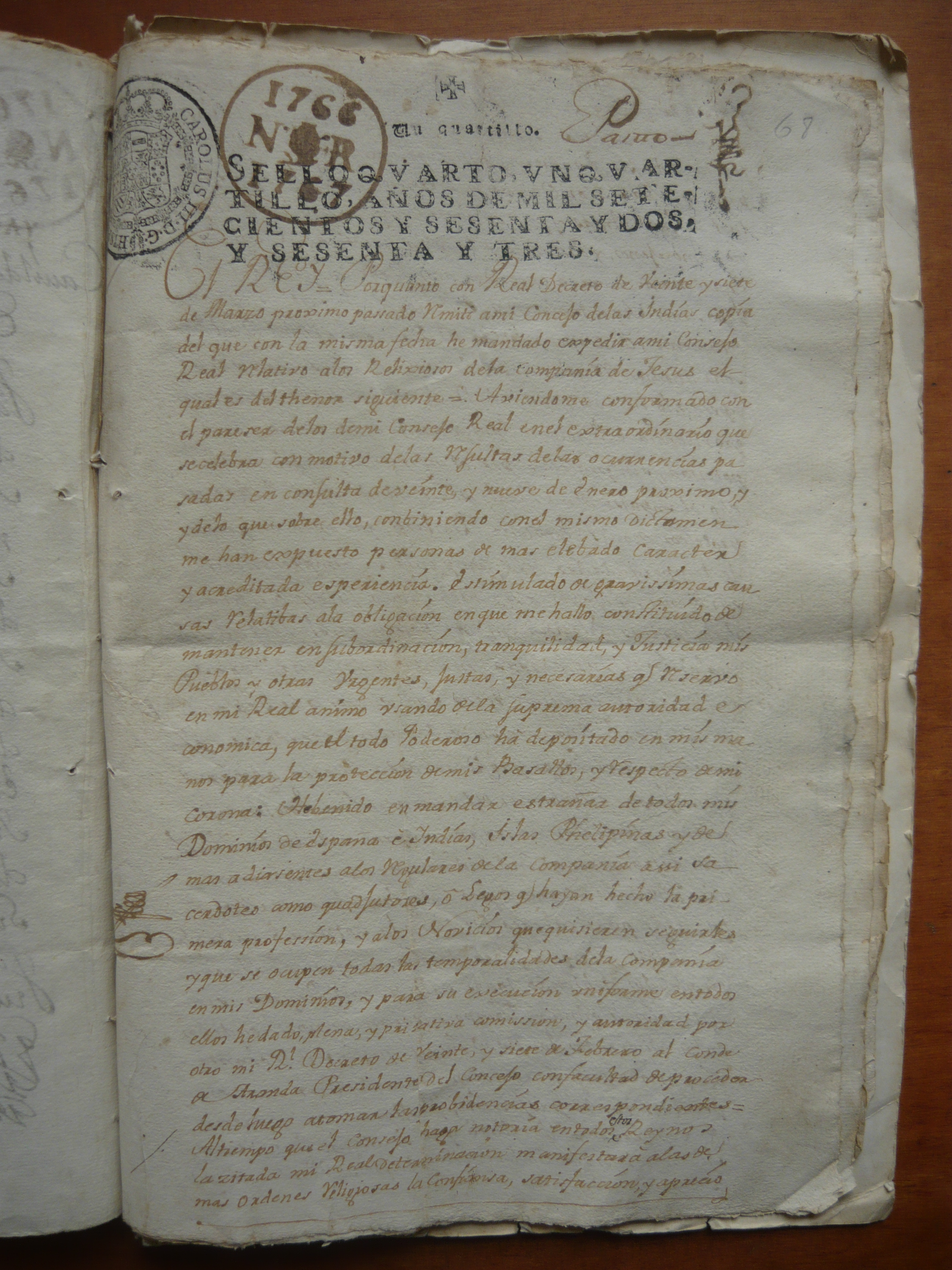
Pragmática Sanción 1767, Cabildo de Pasto(IMAHP) firmada a su llegada a San Juan de Pasto.

La premática o real pragmática, eran determinadas leyes propias de la ordenación jurídica del Antiguo Régimen en España. 
Una pragmática es una disposición real, emanada por propia iniciativa imperial o a requerimiento de entidades o autoridades públicas, en materia de derecho público en la que no había intervención de la Corte o el Tribunal. 
Estas leyes debían emanar de autoridad competente. Esto significa que emanaban del monarca o de su representante autorizado, como parte del ejercicio del poder real. El monarca tenía la autoridad para promulgar estas leyes con el fin de regular diversos aspectos de la vida social, económica y política del reino. Las pragmáticas reflejaban, por lo tanto, la voluntad y el mandato del soberano, y su cumplimiento era obligatorio para todos los súbditos del reino. Su publicación se atenía a diferente fórmula que en otros casos como los de reales decretos, las órdenes generales, las reales cédulas, etc.
Según el Diccionario de Autoridades:

PRAGMATICA. s. f. La ley o estatúto, que se promulga o publíca, para remediar algún exceso, abúso o daño que se experimenta en la República. Derívase del Griego Pragma, que significa negocio, o el estado de las cosas...